# 篠原勝美
篠原 勝美（しのはら かつみ、男性、1944年3月25日 - ）は、日本の裁判官。元福岡高等裁判所長官。長野県長野高等学校、東京大学法学部卒業。

## 略歴
- 1969年 弁護士登録
- 1970年 東京地方裁判所判事補
- 1972年 - 1973年 判事補在外特別研修（西ドイツ）
- 1974年 神戸地方裁判所判事補
- 1977年 旭川地方・家庭裁判所判事補
- 1979年 旭川地方・家庭裁判所判事
- 1980年 大阪地方裁判所判事兼大阪高等裁判所判事職務代行
- 1983年 那覇地方裁判所判事兼福岡高等裁判所那覇支部判事職務代行
- 1985年 最高裁判所調査官
- 1991年 東京地方裁判所判事部総括
- 1997年 横浜地方裁判所判事部総括
- 1999年 函館地方・家庭裁判所所長
- 2000年 東京高等裁判所判事部総括
- 2005年4月 知的財産高等裁判所所長
- 2007年5月 福岡高等裁判所長官
- 2009年3月 定年退官
- 2010年4月 慶應義塾大学法科大学院客員教授
- 2014年12月 東京丸の内法律事務所カウンセル弁護士